# Parafia Trójcy Przenajświętszej w Chwałkowie
Parafia Trójcy Przenajświętszej w Chwałkowie – parafia rzymskokatolicka, znajdująca się w archidiecezji poznańskiej, w dekanacie krobskim.